# 邓太明
邓太明，中华人民共和国政治人物、全国脱贫攻坚先进个人。

## 生平
邓太明任竹溪县精准扶贫作战指挥部办公室副主任，竹溪县人力资源和社会保障局党组副书记。因在脱贫攻坚战中作出突出贡献，2021年2月25日全国脱贫攻坚总结表彰大会上，邓太明被授予“全国脱贫攻坚先进个人”。